# Idrogel

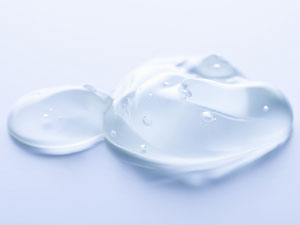
Idrogel

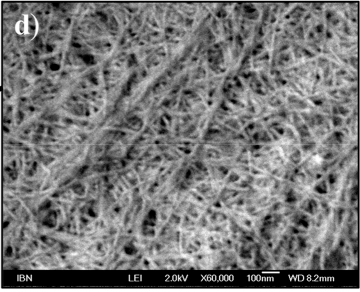
Esempio di idrogel al microscopio

Un idrogel (o idrogelo) è un colloide formato da catene polimeriche di molecole disperse in acqua, il cui contenuto del mezzo acquoso può superare il 99%. Possono formare idrogel diversi composti naturali, come il caso dell'agar agar e di varie molecole polisaccaridiche, ma anche composti artificiali come i siliconi e la poliacrilammide. Fondamentale è la presenza di numerosi gruppi idrofili all'interno della molecola dispersa. Considerata la natura e composizione degli idrogel, questi vengono comunemente definiti idrocolloidi.

## Usi
Tra le diverse possibilità, gli idrogel, grazie alla loro biocompatibilità, si segnalano, ad esempio, per l'uso come supporto per la crescita di cellule in ingegneria tissutale, nelle protesi del seno e in preparati farmaceutici per la cura di bruciature e ferite. Nel 1961 il chimico cecoslovacco Otto Wichterle inventò le prime lenti a contatto morbide utilizzando una formulazione in idrogel.
Gli idrogel derivati dalle alghe marine trovano impiego in agricoltura contro la siccità, grazie alla loro elevata ritenzione idrica che rilasciano nel terreno al momento opportuno.